# Sarzens

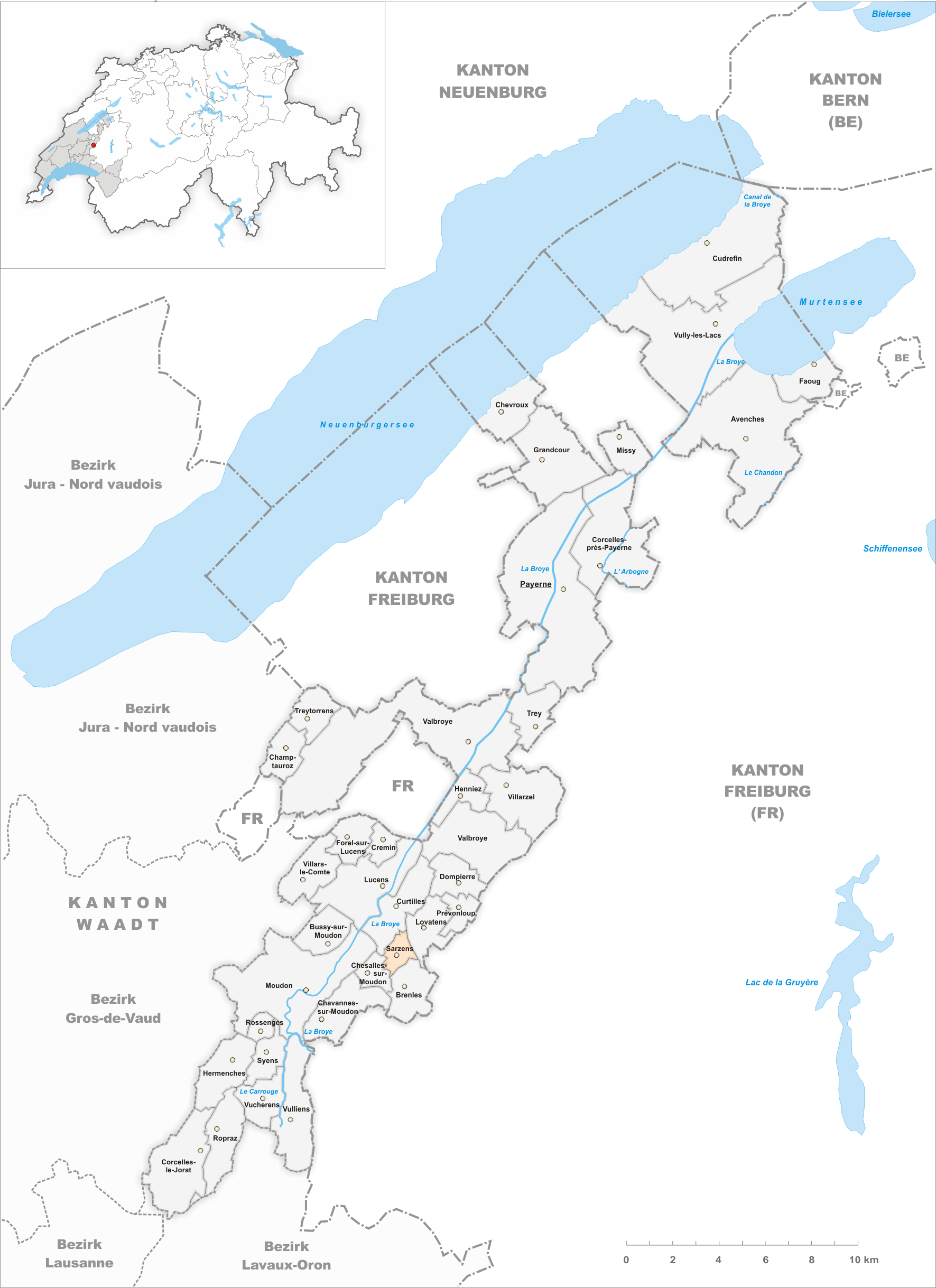
Gemeindestand vor der Fusion am 1. Januar 2017

Sarzens war bis zum 31. Dezember 2016 eine politische Gemeinde im Distrikt Broye-Vully des Kantons Waadt in der Schweiz. Am 1. Januar 2017 fusionierte Sarzens mit den ehemaligen Gemeinden Brenles, Chesalles-sur-Moudon, Cremin und Forel-sur-Lucens zur neuen grossen Gemeinde Lucens.

## Geographie
Sarzens liegt auf 719 m ü. M., 17 Kilometer (Luftlinie) südwestlich des Bezirkshauptortes Payerne. Das kleine Bauerndorf erstreckt sich auf einer nach Norden geneigten Geländekuppe zwischen dem Broyetal und dem Tal des Ruisseau des Vaux, im östlichen Waadtländer Mittelland.
Die Fläche des 1,5 km² grossen Gemeindegebiets umfasst einen Abschnitt der Molassehöhen zwischen der mittleren Broye und dem Oberlauf der Glâne. Der kleine Gemeindeboden ist auf den Hang von Sarzens beschränkt und erreicht oberhalb des Dorfes auf der Höhe von Grands Champs mit 765 m ü. M. den höchsten Punkt. Die östliche Grenze verläuft entlang des in die Molasseschichten eingeschnittenen Baches Ruisseau des Vaux. Von der Gemeindefläche entfielen 1997 7 % auf Siedlungen, 16 % auf Wald und Gehölze und 77 % auf Landwirtschaft.
Nachbargemeinden von Sarzens sind Lovatens, Brenles, Chesalles-sur-Moudon und Curtilles.

## Bevölkerung
Mit 80 Einwohnern (Stand 31. Dezember 2015) gehörte Sarzens zu den kleinsten Gemeinden des Kantons Waadt. Von den Bewohnern sind 95,0 % französischsprachig, 3,3 % portugiesischsprachig und 1,7 % deutschsprachig (Stand 2000). Die Bevölkerungszahl von Sarzens belief sich 1900 noch auf 111 Einwohner. Danach wurde bis 1980 durch starke Abwanderung eine Abnahme um mehr als 50 % auf 52 Einwohner verzeichnet; seither blieb die Bevölkerungszahl stabil.

## Wirtschaft
Sarzens war bis in die zweite Hälfte des 20. Jahrhunderts ein vorwiegend durch die Landwirtschaft geprägtes Dorf. Noch heute haben der Ackerbau, der Obstbau und die Viehzucht eine wichtige Bedeutung in der Erwerbsstruktur der Bevölkerung. Ausserhalb des primären Sektors gibt es keine Arbeitsplätze im Dorf. In den letzten Jahrzehnten hat sich das Dorf auch zu einer Wohngemeinde entwickelt. Deshalb arbeiten die meisten anderen Erwerbstätigen ausserhalb des Dorfes.

## Verkehr
Die Gemeinde liegt abseits der grösseren Durchgangsstrassen an einer Verbindungsstrasse von Lucens nach Siviriez. Durch einen Postautokurs, der von Moudon nach Romont verkehrt, ist Sarzens mit dem öffentlichen Verkehr vernetzt.

## Geschichte
Die erste urkundliche Erwähnung des Dorfes erfolgte 1261 unter dem Namen Sarsens. Die Herkunft des Ortsnamens ist unklar. Der Name könnte auf den burgundischen Personennamen Sarigîs zurückgehen oder auch im Zusammenhang mit den Sarazenen stehen.
Im Mittelalter gehörte Sarzens dem Bischof von Lausanne und kam in der ersten Hälfte des 15. Jahrhunderts in den Einflussbereich der Herzöge von Savoyen. Mit der Eroberung der Waadt durch Bern im Jahr 1536 gelangte das Dorf unter die Verwaltung der Landvogtei Moudon. Nach dem Zusammenbruch des Ancien Régime gehörte Sarzens von 1798 bis 1803 während der Helvetik zum Kanton Léman, der anschliessend mit der Inkraftsetzung der Mediationsverfassung im Kanton Waadt aufging. 1798 wurde es dem Bezirk Moudon zugeteilt. Einem Dorfbrand fielen 1846 zahlreiche Häuser zum Opfer.